# Heidi (powieść)
Heidi (niem. Heidi) – powieść szwajcarskiej pisarki Johanny Spyri z 1881 roku.
Powieść należy do najlepiej znanych szwajcarskich dzieł literackich. Była wielokrotnie adaptowana dla potrzeb kina, telewizji (w postaci filmów i seriali, również animowanych) i teatru. Powstała również wersja musicalowa oraz gra komputerowa.

## Opis fabuły
Historia kilkuletniej dziewczynki, którą ciotka podrzuca do domu nieznanego dziadka. Dziewczynka zamieszkuje z nim w chacie na alpejskiej hali. Swobodne i beztroskie życie przerywa powrót ciotki, która oznajmia, że zabiera Heidi do Frankfurtu.

## Adaptacje filmowe
- Heidi – film amerykański z 1937 roku
- Heidi – film szwajcarski z 1952 roku
- Heidi – film Austria-RFN z 1965 roku
- Heidi – film USA-RFN z 1968 roku
- Heidi – japoński serial animowany z 1974 roku
- Heidi – serial telewizyjny RFN-Szwajcaria-Austria z 1978 roku
- Pieśń Heidi – film animowany amerykański z 1982 roku
- Heidi – miniserial amerykański z 1993 roku
- Skarbczyk najpiękniejszych bajek (Heidi – odcinek 26) – japoński serial animowany z 1995 roku
- Heidi – film Francja-Szwajcaria z 2001 roku
- Heidi – film brytyjski z 2005 roku
- Heidi – serial telewizyjny Francja-Hiszpania-Szwajcaria-Czechy z 2007 roku
- Heidi – serial animowany Niemcy-Francja-Australia-Szwajcaria-Belgia z 2015 roku
- Heidi – film Niemcy-Szwajcaria z 2015 roku

## Kontynuacje

### Sequele literackie
W latach 90., powstały dwa – znane i w Polsce – sequele, autorstwa anglojęzycznego tłumacza książki Charlesa Trittena, zatytułowane Heidi dorasta (Heidi Grows Up) i Dzieci Heidi (Heidi’s Children).

### Sequele filmowe
Filmowe kontynuacje powstawały niezależnie od literackich i siebie nawzajem. O dalszych losach Heidi opowiada szwajcarski film Heidi und Peter z 1955 roku (sequel filmu Heidi z 1952) oraz francusko-amerykański film Wzgórze odwagi z 1990 roku.